# Римашевский, Егор Сергеевич
Егор Сергеевич Римашевский (род. 1 февраля 2005, Жлобин, Гомельская область) — белорусский, российский хоккеист, нападающий.

## Биография
Сын хоккейного тренера Сергея Римашевского. Начинал заниматься хоккеем в жлобинском «Металлурге». Был заявлен за московский ЦСКА, но 2015 году вслед за тренером перешёл в московское «Динамо», принял российское гражданство. С сезона 2021/22 стал выступать за молодёжную команду «Динамо» в МХЛ, с сезона 2023/23 — игрок «Динамо» в КХЛ
На драфте НХЛ 2023 года был выбран в 7-м раунде под общим 203-м номером клубом «Сан-Хосе Шаркс».
Бронзовый призёр хоккейного турнира европейского юношеского олимпийского фестиваля 2022 года.